# روبرتو داورسا
روبرتو داورسا (ایتالیایی: Roberto D'Aversa؛ زادهٔ ۱۲ اوت ۱۹۷۵) بازیکن سابق و مربی فوتبال اهل ایتالیا است.

## باشگاهی
از باشگاه‌هایی که در آن بازی کرده‌است می‌توان به باشگاه فوتبال سمپدوریا، باشگاه فوتبال ترنانا، باشگاه فوتبال دلفینو پسکارا، باشگاه فوتبال تریستیانا، باشگاه فوتبال روبور سیه‌نا، باشگاه فوتبال آ.ث. میلان، باشگاه فوتبال مسینا، باشگاه فوتبال ویرتوس لانچانو، باشگاه فوتبال مونزا، باشگاه فوتبال مونزا و باشگاه فوتبال دلفینو پسکارا اشاره کرد.